# はさみ家紙太郎
はさみ家 紙太郎（はさみや かみたろう、1974年5月23日 - ）は、日本の紙切り師、漫談師、パフォーマー。ボーイズ・バラエティー協会所属（プロデューサーハウスあ・うんと業務提携）。本名、眞嶋 一隆（まじま かずたか）。師匠は紙切り師の泉たけし。

## 略歴・人物
神奈川県出身。身長180cm、体重59kg、血液型O型。好きなものは長岡の花火。座右の銘は「寒風に立て」（山本五十六）。元参議院議員の真島一男は伯父にあたる。
1998年より、お笑い芸人「社会人」（後に「社会人Z」に改名）としてデビュー。ピン芸人時代はズームリパブリックを経てトゥインクル・コーポレーションに所属し、ウンナンのホントコ!（TBSテレビ）やエンタの天使（日本テレビ）などのテレビ番組に出演。その傍らで俳優としても活動していた。
2012年7月、トゥインクル・コーポレーションを退社。同年7月より、泉たけしに弟子入りし紙切り師の修行を開始（紙切り師・浪曲師の大東両は泉の師匠にあたる）。現在は「はさみ家紙太郎」としてボーイズ・バラエティー協会に所属（プロデューサーハウスあ・うんと業務提携）している。

## 芸風
ピン芸人時代は、主に漫談や一人コントをしていた。紙切り師に転向後は主に観客のお題に沿った形の紙切り芸を披露しており、メキシカンポンチョに身を包んだ大きな帽子がトレードマークの紙切りパフォーマー「カミ～ゴ♪」としてラテン音楽のリズムを取り入れた紙切り芸も行っている。

## 出演

### テレビ
- ウンナンのホントコ!（TBSテレビ）
- ピンクパパラッチ（日本テレビ）
- エンタの天使（日本テレビ）-キャッチコピーは「見間違えた出世街道」
- TOKYO STYLE 4U（TOKYO MX）
- GTFスペシャル（TOKYO MX）
- TOKYO STYLE 社会人ノススメ（TOKYO MX）
- 追っかけTV 5時に夢中（TOKYO MX）
- 女神のマルシェ（日本テレビ）
- お笑い演芸館（BS朝日）
- 水曜日のダウンタウン（TBSテレビ、2016年7月13日）
- 古坂大魔王の原石が出るTV（AbemaTV、2017年7月11日）
- 1億人の大質問!?笑ってコラえて!（日本テレビ、2022年1月3日）

### CM
- アート引越センター「手遊び篇」（2010年）
- ヘルシアウオーター「歩くを活かせ2篇」（2010年）
- 秋葉原電気祭り
- BMGファンハウス「KISS」
- 三和ファイナンス「茶店・女主人篇」
- ハウスウェルネスフーズ「生ローヤルゼリー1000ドリンク」
- SHARP 「LED AQUOS」

### ラジオ
- エレ片のコント太郎（TBSラジオ、2009年1月1日）
- ハッスルイエローモロッコショー（エフエム浦安）
- 無礼者・日本を斬る!（エフエム浦安）
- ラフレディオ　パラダイス（エフエム浦安）
- フロントページの出たとこ勝負（ラジオたんぱ）

### 映画
- 「ウイークエンドブルース」（内田けんじ監督）
- ショートムービー「SAMURAI TRIP THE SHORT MOVIE」

### 舞台
- そして龍馬は殺されたシアターサンモール（2007年6月）
- 「男運」大塚萬スタジオ

### LIVE
- ラママ　新人コント大会
- バカ爆走
- ZOOM-COMIX LIVE
- なりあがり畑
- あひる
- しんじゅく杯争奪　東京笑い者
- WA LIVE
- 怪人社LIVE
- スペシャル☆オールスター
- twlスペシャルオールスター
- サッスル
- 無限大

### PV
- H.EAT「マザー」プロモーションビデオ

### 街頭ビジョン
- 街頭ビジョン「ハチ公チャンネル」　2005年1月後半号（全国17ヶ所）